# Homorod
Homorod (Hamruden in het Duits) is een Roemeense gemeente in het district Brașov. Naast het hoofddorp Homorod liggen in de gemeente de dorpen Jimbor en Mercheașa.
De gemeente Homorod telt 2209 inwoners (2011). In 2011 was hiervan 49,3% Roemeen, 29,9% Hongaar, 18,4% Roma en 1,2% Saksisch (Duitser).
Het hoofddorp heeft ongeveer 1300 inwoners waarvan er 300 Hongaren zijn. Het dorpje Jimbor (Hongaars: Székelyzsombor) is vrijwel geheel Hongaars en wordt bewoond door Szeklers.

## Bezienswaardigheid
In Homorod bevindt zich een goed bewaarde Saksische weerkerk die uit het einde van de 13e eeuw dateert. Het is een van de ongeveer 150 door Zevenburger Saksen opgetrokken weerkerken die hun dorpen moesten beschermen tegen de Ottomaanse invallen.
In de loop van de 12e eeuw, tijdens het bewind van de Hongaarse koning Géza II, kwamen kolonisten uit Vlaanderen zich vestigen in Homorod. Aan het einde van de 13e eeuw trokken zij een romaanse zaalkerk op. Twee eeuwen later werd de kerk omgevormd tot een weerkerk: een grote hoge toren en twee ringmuren werden onder meer toegevoegd. Tegen de binnenste verdedigingsmuur werden vertrekken gebouwd.
De kerk bezit fresco's uit de 13e eeuw die de oudste van Transsylvanië zijn. Het altaar en het orgel dateren uit de late 18e eeuw. Het schip heeft een fraai plat houten cassettenplafond met een schildering in het midden.